# Donacia impressa
Donacia impressa — вид листоїдів з підродини Donaciinae.

## Екологія та місцеперебування
Дорослі жуки харчуються пилком наступних рослин: осока загострена (Carex acutiformis), осока метельчатая (Carex paniculata) і камишевнік озерний (Schoenoplectus lacustris), а також зустрічаються на осоці (Carex) і манника великому (Glyceria maxima). Лялечка розвиваються біля кореневища камишевніка озерного. Личка харчуються корінням і кореневищем камишевніка озерного.